# Hurikán Michael (2018)

Michael je hurikán, který v říjnu 2018 s ničivou silou zasáhl západní výběžek Floridy. Podle nejnižšího naměřeného tlaku se dá považovat za 3. nejsilnější hurikán, který v zaznamenané historii zasáhl USA, podle síly větru 6. nejsilnější. Ve středověku zde ale byla intenzita hurikánů větší než je podle záznamů pozorování od roku 1851.

## Postup
Za tropickou cyklónu byl systém prohlášen 7. října. Poté, co se dostal do Mexického zálivu, začal 9. října prudce zesilovat a 10. října dosáhl 4., téměř 5. kategorie.

## Následky
Tlaková níže v Hondurasu, Nikaragui a Salvadoru způsobila přívalové povodně, které zabily 13 lidí. O několik dní později, 8. října, zasáhl Michael se sílou hurikánu 1. kategorie západ Kuby a bez proudu ponechal kolem 250 000 lidí.
Ve Spojených státech amerických zemřelo 17 lidí, především na Floridě. V státě Georgii o elektřinu přišlo zhruba 400 000 lidí a v důsledku popadaných stromů a trosek bylo zablokováno nejméně 127 silnic. Slabé tornádo v centrální Georgii poškodilo 7 domů.